# Биоинженерия

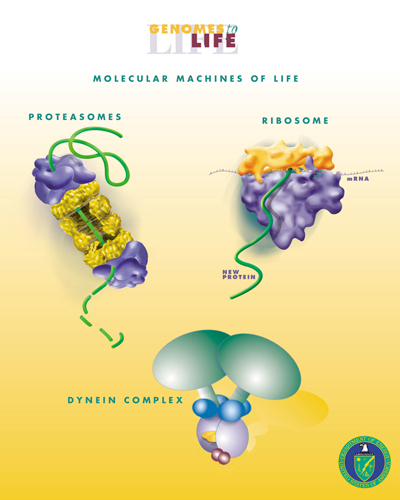
Некоторые биологические молекулярные машины

Биоинженерия или биологическая инженерия — направление науки и техники, развивающее применение инженерных принципов в биологии и медицине.
Биоинженерия (включая инженерию биологических систем) — это применение понятий и методов биологии (и, во вторую очередь, физики, химии, математики и информатики) для решения актуальных проблем, связанных с науками о живых организмах или их приложениями, с использованием аналитических и синтетических методологий инженерного дела, а также его традиционной чувствительности к стоимости и практичности найденных решений. В связи с этим, в то время как традиционное инженерное дело применяет физику и математику для анализа, проектирования и изготовления неживых инструментов, структур и процессов, биологическая инженерия использует, в основном, быстро развивающуюся сферу молекулярной биологии для изучения и развития применения живых организмов.
Сфера деятельности биоинженерии простирается от создания искусственных органов с помощью технических средств или поиска способов выращивания органов и тканей методами регенеративной медицины для компенсации пониженных либо утраченных физиологических функций (биомедицинская инженерия) и до разработки генетически модифицированных организмов, например, сельскохозяйственных растений и животных (генетическая инженерия), а также молекулярного конструирования соединений с заданными свойствами (белковая инженерия, инженерная энзимология). В немедицинских аспектах биоинженерия тесно соприкасается с биотехнологией.
Особенно важным приложением биоинженерии является анализ и эффективное (в рамках затрат) решение проблем, связанных со здоровьем людей, однако, оно не единственное: биологическая инженерия охватывает намного большую сферу знаний. Например, биомиметику — ветвь биоинженерии, ищущую пути использования структур и функций живых организмов как моделей для разработки и изготовления машин и материалов. Системная биология, с другой стороны, занимается приложением инженерных представлений о сложных искусственных системах (возможно, также и понятий, используемых в «обратной разработке») для облегчения понимания структур и функций сложных биологических систем.
Отличить биологическую инженерию от биомедицинской инженерии бывает сложно, так как многие университеты свободно заменяют термины «биоинженерия» и «биомедицинская инженерия» друг на друга. Биомедицинские инженеры заинтересованы в применении биологии и других наук в медицинских инновациях, тогда как биологические инженеры сосредоточены на приложении биологии в общем смысле, не обязательно для медицинских нужд. Поэтому ни «биологическая», ни «биомедицинская» инженерия не содержат полностью друг друга, так как могут существовать «не-биологические» товары для медицинских нужд одновременно с «биологическими» товарами для не-медицинских нужд (к последним также относится инженерия биосистем).

## История
Биологическая инженерия это научно основанная дисциплина, базирующаяся на биологии так же, как химическая технология, электротехника и машиностроение основаны на химии, электричестве и магнетизме, а также классической механике, соответственно.
Биологическую инженерию можно отделить от её основ в чистой биологии или областях инженерного дела. Биологические исследования часто следуют редукционистскому подходу в рассмотрении систем на мельчайшем возможном уровне, что естественным образом приводит их к таким инструментам, как функциональная геномика. Инженерные подходы, использующие классические концепции дизайна и разработки, являются конструкционистскими, поскольку направлены на создание новых устройств, методов и технологий из отдельных концепций. Биологическая инженерия использует оба типа подходов вместе, опираясь на редукционистские методы для обнаружения, понимания, и организации фундаментальных единиц, которые затем соединяются для генерации чего-то нового. В дополнение, так как это инженерная дисциплина, биологическая инженерия в своей основе рассматривает не просто науку, а практическое применение научных знаний для решения актуальных проблем с эффективным использованием затрат.
Несмотря на то, что спроектированные инженерные системы были использованы для контроля информации, создания материалов, обработки химикатов, производства энергии, обеспечения пищей, и помощи в поддержке и улучшении здоровья людей и окружающей среды, однако, наши возможности быстро и надежно создавать биологические системы с предсказуемым поведением в настоящее время не так хорошо развиты, как наше мастерство в механике и электричестве.
Аккредитационный совет по инженерному делу и технологии (англ. ABET), американская организация аккредитации инженерных бакалавриатских программ, разделяет биомедицинскую инженерию и биологическую инженерию, хотя эти дисциплины во многом пересекаются (см. выше). Базовые для этих дисциплин курсы часто одни и те же, включая термодинамику, механическую динамику, динамику жидкостей, кинетику, электронику, и материаловедение. Согласно профессору Дугу Лауфенбергеру (Daug Lauffenberger) из Массачусетского технологического института (США), биологическая инженерия (как биотехнология) имеет более широкую основу, которая прикладывает инженерные принципы к системам, громадно отличающимся в размере и сложности, начиная с молекулярного уровня — молекулярная биология, биохимия, микробиология, фармакология, химия белка, цитология, иммунология, нейробиология и нейронаука (часто, но не всегда с использованием биологических субстанций) — и заканчивая клеточными и тканевыми методами (включая устройства и датчики), целыми макроскопическими организмами (растения, животные), и даже целыми экосистемами.
Слово «биоинженерия» было придумано британским учёным и диктором Хайнцем Вольфом в 1954 году. Понятие биоинженерия также используется для описания использования растительности в строительной инженерии. Это понятие также может относиться к таким изменениям окружающей среды, как защита поверхности почвы, укрепление склонов, защита водных потоков и береговых линий, ветрозащита, воздвижение растительных барьеров (включая шумовые барьеры и заслоняющие экраны), а также экологические улучшения. Первая программа биологической инженерии была создана в Университете штата Миссисипи (США) в 1967 году. Более современные учебные программы были запущены в МТИ и Университете штата Юта.